# 赤城山スキー場
赤城山スキー場（あかぎやまスキーじょう）は、群馬県前橋市、赤城山の山頂部に設けられたスキー場である。

## 概要
昭和30年代ころまでは「東京から最も近いスキー場」であり、また大沼・小沼・覚満淵は天然のスケートリンクとなっていたこともあり、賑わった。昭和初期の国鉄のスキー場のポスターにも、越後湯沢などと並んで赤城山スキー場の名がある。
オリンピックアルペンスキーメダリスト、猪谷千春もこの地でスキーを極めた。
ゲレンデ滑走以外に、ロープウェイを使い地蔵岳山頂から小沼、大沼へ数キロの滑降も可能であった。
現在の覚満淵近くにある展望台にはかつて桐生側にあったケーブルカー（赤城登山鉄道）の資料室があり、当時の厳しい冬の営業の模様を伝えている。
1998年（平成10年）初頭に赤城山ロープウェイが廃止。それに伴い同スキー場も閉鎖されていた時期もあった。
現在ではファミリー向けの「自称・日本一小さなスキー場」として営業が続いている。
3つのゲレンデ(赤城山第1・第2・第3スキー場)があったが、2018年（平成30年）1月4日現在、赤城山第1スキー場のみが営業している。スキーリフトはなく、スノーエスカレーターが設置されており、土日休日のみ運行している（運行のない平日も雪遊びは自由に可能）。